# Cedelizumab
Cedelizumab là một kháng thể đơn dòng tác động lên hệ thống miễn dịch. Các chỉ định có thể bao gồm ngăn ngừa từ chối cấy ghép nội tạng và điều trị các bệnh tự miễn.